# Should Be Higher
«Should Be Higher» - третій сингл з тринадцятого студійного альбому Delta Machine британської групи Depeche Mode. Композиція написана Дейвом Гааном спільно з Куртом Інала. 11 березня 2013, пісня вперше була представлена групою в популярній американській телепередачі «Вечірнє шоу з Девідом Леттерманом» на каналі CBS. Випуск синглу відбувся 14 жовтня 2013.